# Dmytro Łewycki
Dmytro Pawłowycz Łewycki (ukr. Дмитро Павлович Левицький), pol. Dymitr Lewicki (ur. 30 października 1877 we wsi Dobraczyn w powiecie sokalskim, zm. 5 marca 1942 w Bucharze) – ukraiński prawnik, doktor prawa, adwokat, działacz polityczny i społeczny. Poseł na Sejm RP II i III kadencji (w latach 1928–1930 i 1931–1935).

## Życiorys
Studiował prawo na Uniwersytecie Lwowskim i Uniwersytecie Wiedeńskim, następnie prowadził kancelarię adwokacką w Rawie Ruskiej i Brzeżanach. Na początku I wojny światowej zmobilizowany do armii austro-węgierskiej, trafił do niewoli rosyjskiej. Zwolniony po rewolucji lutowej i obaleniu caratu przeniósł się do Kijowa. W 1917 przewodniczący Komitetu Pomocy Ofiarom Wojny z Galicji i Bukowiny w Kijowie. W latach 1919–1921 poseł Ukraińskiej Republiki Ludowej w Kopenhadze.
Od 1921 redaktor naczelny Diła we Lwowie. Współtwórca Ukraińskiego Zjednoczenia Narodowo-Demokratycznego (UNDO), jego pierwszy i wieloletni prezes (w latach 1925–1935), a następnie wiceprezes. Poseł na Sejm RP II i III kadencji (w latach 1928–1930 i 1931–1935). W wyborach 1928 roku zdobył mandat z listy państwowej nr 18 (Blok Mniejszości Narodowych), z której wszedł, wybrany także w okręgu wyborczym nr 51 (Lwów); w wyborach do Sejmu i Senatu w listopadzie 1930 (tzw. „wyborach brzeskich”) z listy nr 11 (Ukraiński i Białoruski Blok Wyborczy) w okręgu wyborczym nr 51, z którego wszedł, wybrany także z listy państwowej. Członek ukraińskiej delegacji wysłanej w sierpniu 1928 na XXV sesję Unii Międzyparlamentarnej. Delegat UNDO i Ukraińskiej Reprezentacji Parlamentarnej na Kongres Mniejszości Narodowych w Genewie (29–31 sierpnia 1928), wybrany do prezydium Kongresu jako wiceprzewodniczący, funkcję tę pełnił do 1930, kiedy po raz ostatni uczestniczył w Kongresie Mniejszości Narodowych. Aresztowany 30 października 1930 pod zarzutem kontaktów UNDO z UWO-OUN oraz próbę utworzenia w Genewie Biura Ukraińskiego. Nie przedstawiono mu oficjalnych zarzutów i nie stanął przed sądem. 15 lipca 1931 zwolniony z aresztu śledczego za kaucją 30 tys. zł., rozpoczął wykonywanie mandatu poselskiego, uzyskanego w wyborach 1930. 12 października 1935 jako przeciwnik taktyki Ukraińskiej Reprezentacji Parlamentarnej, której wyrazem była tzw. ugoda polsko-ukraińska, zrezygnował z funkcji prezesa UNDO. W wyborach 1935 władze polskie uniemożliwiły mu kandydowanie do Sejmu. Na początku 1939 zawarł z rządzącą w UNDO większością (Wasyl Mudry i in.) kompromis, w wyniku którego powołano nowe władze UNDO, w których został jednym z wiceprezesów partii.
Po najeździe sowieckim na Polskę aresztowany we Lwowie 28 września 1939 przez NKWD, zesłany do łagru. Po układzie Sikorski-Majski ambasada RP w ZSRR interweniowała u władz sowieckich w sprawie objęcia go amnestią. W 1942 zwolniony z łagru, lecz pozostawiony na zesłaniu w Bucharze (Uzbekistan), gdzie zmarł 5 marca 1942 w domu opieki społecznej prowadzonym przez Delegaturę Ambasady RP. Polskie władze emigracyjne rozważały jego kandydaturę na członka Rady Narodowej Rzeczypospolitej Polskiej.